# Re 456
Les Re 4/4 KTU (Re 456 selon la nouvelle numérotation UIC) sont des locomotives électriques construites pour certains chemins de fer privés suisses. Elles sont surnommées KTU, pour (de) Konzessionierte Transport-Unternehmungen, soit Entreprises de transport concessionnaires (ETC), les chemins de fer suisses dont ne font pas partie les CFF.

## Tableau des locomotives
| ETC                             | No         | Livraison | Baptême    | Notes                                  |
| ------------------------------- | ---------- | --------- | ---------- | -------------------------------------- |
| Bodensee Toggenburg (BT)        | Re 4/4 91  | 1987      | Romanshorn | aujourd'hui Re 456 091-8 du SOB        |
| Bodensee Toggenburg (BT)        | Re 4/4 92  | 1987      | Amriswil   | aujourd'hui Re 456 092-6 du SOB        |
| Bodensee Toggenburg (BT)        | Re 4/4 93  | 1987      | St. Gallen | aujourd'hui Re 456 093-4 du SOB        |
| Bodensee Toggenburg (BT)        | Re 4/4 94  | 1987      | Herisau    | aujourd'hui Re 456 094-2 du SOB        |
| Bodensee Toggenburg (BT)        | Re 4/4 95  | 1987      | Degersheim | aujourd'hui Re 456 095-9 du SOB        |
| Bodensee Toggenburg (BT)        | Re 4/4 96  | 1987      | Wattwil    | aujourd'hui Re 456 096-7 du SOB        |
| Sihltal Zürich Uetliberg (SZU)  | Re 4/4 41  | 1988      |            | aujourd'hui Re 456 546-1               |
| Sihltal Zürich Uetliberg (SZU)  | Re 4/4 42  | 1988      |            | aujourd'hui Re 456 547-9               |
| Sihltal Zürich Uetliberg (SZU)  | Re 4/4 43  | 1993      |            | aujourd'hui Re 456 542-0               |
| Sihltal Zürich Uetliberg (SZU)  | Re 4/4 44  | 1993      |            | aujourd'hui Re 456 543-8               |
| Sihltal Zürich Uetliberg (SZU)  | Re 4/4 45  | 1993      |            | aujourd'hui Re 456 544-6               |
| Sihltal Zürich Uetliberg (SZU)  | Re 4/4 46  | 1993      |            | aujourd'hui Re 456 545-3               |
| Vereinigte Huttwil Bahnen (VHB) | Re 4/4 142 | 1993      | Gutenburg  | auj. Re 456 142-9 du BLS, hors service |
| Vereinigte Huttwil Bahnen (VHB) | Re 4/4 143 | 1993      | Menznau    | auj. Re 456 143-7 du BLS, hors service |

### Re 4/4 142-143 des VHB

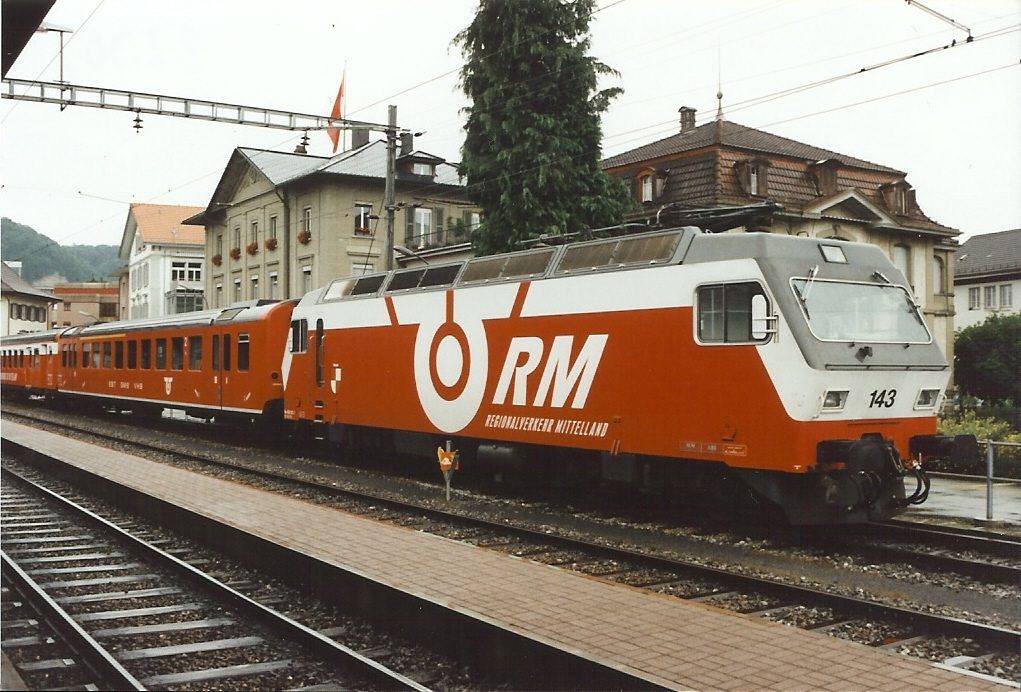
Re 4/4 143 RM dans sa livrée originelle dessinée par Luigi Colani, en gare de Berthoud

Les deux locomotives achetées par les Vereinigte Huttwil Bahnen (VHB) (chemins de fer réunis de Huttwil) ont été intégrées au parc des Regionalverkehr Mittelland (RM) lors de la fusion de 1997 avec l'EBT (Emmental–Burgdorf–Thun) et le SMB (Solothurn–Munster Bahn).
En 2006 intervient la fusion avec le Bern–Lötschberg–Simplon (BLS), les locomotives passent au parc BLS, mais ce dernier n'en ayant pas l'usage, il les loue au Südostbahn qui les emploie de concert avec ses six machines de la même série. Les 142 et 143 retournent au BLS en juin 2011, qui les retire du service en attendant de leur trouver un acquéreur.
Elles sont maintenant exploitées par la compagnie Swiss Rail Trafic.

## Engagements

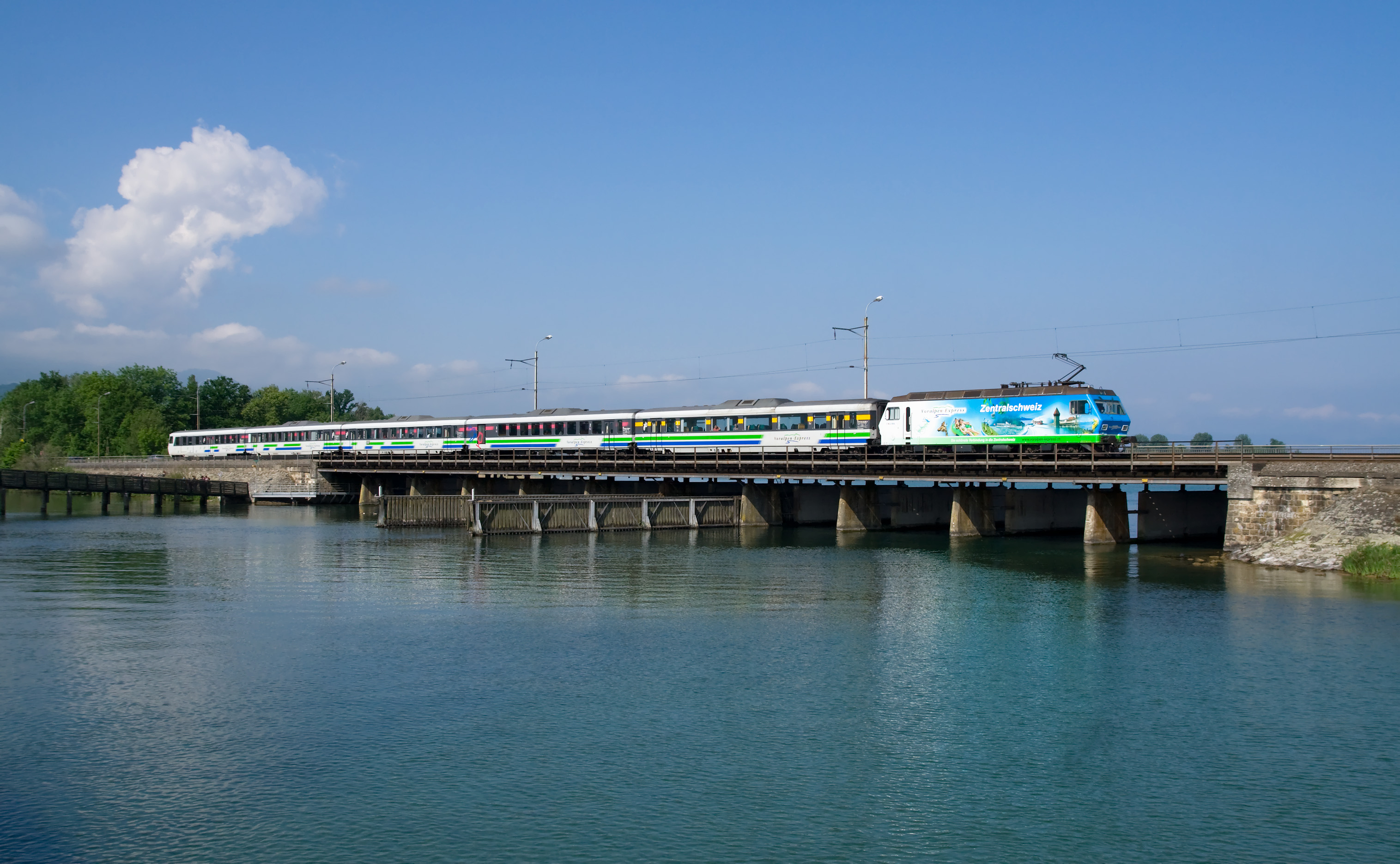
Re 456 tractant le Voralpen-Express, franchissant la digue sur le lac de Zurich, entre Pfäffikon SZ et Rapperswil

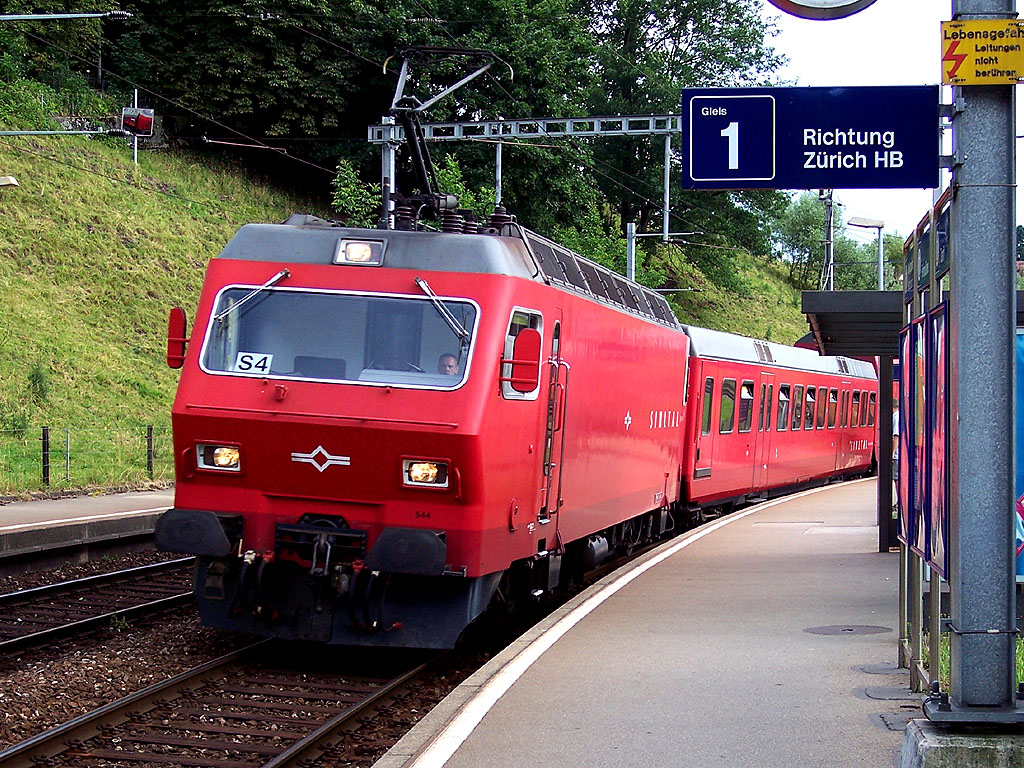
S4 RER zurichois tracté par une Re 456 du SZU entrant en gare de Zurich Brunau

### Au Südostbahn
- Voralpen-Express Lucerne – Arth-Goldau – Biberbrugg – Pfäffikon SZ – Rapperswil – Wattwil – Herisau – St. Gallen – Romanshorn

### Au Sihltal–Zürich–Uetliberg
- Zürich HB – Adliswil – Langnau-Gattikon – Sihlwald (S-Bahn ZH)

## Publicité
Le SOB emploie ses locomotives comme support publicitaire ; actuellement :
- Re 456 091-8 : Voralpen-Express
- Re 456 092-6 : 700 ans de la bataille de Morgarten. A signaler que cette machine a porté les armoiries de la ville de Wittenbach, dans le canton de Saint-Gall
- Re 456 093-4 : Sersa
- Re 456 094-2 : Vögele Chaussures
- Re 456 095-9 : 100 ans de la ligne Romanshorn–Uznach
- Re 456 096-7 : Voralpen-Express
- Re 456 143-7 : Ostwind, communauté tarifaire Saint-Galloise

## Modélisme ferroviaire
À l'échelle HO, HAG propose à son catalogue les Re 456 déclinées en nombreuses versions.